# Giáo hội và nhà nước ở châu Âu thời Trung cổ

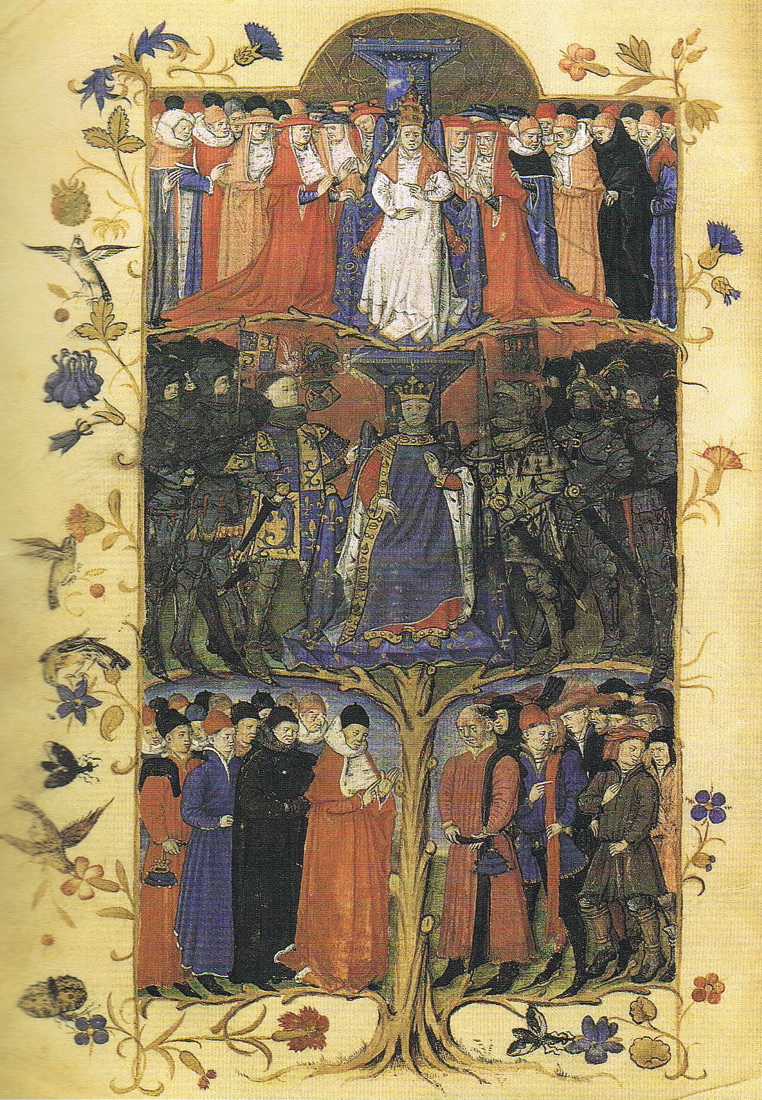
Phân tầng xã hội truyền thống của những nước phương tây trong thế kỷ XV

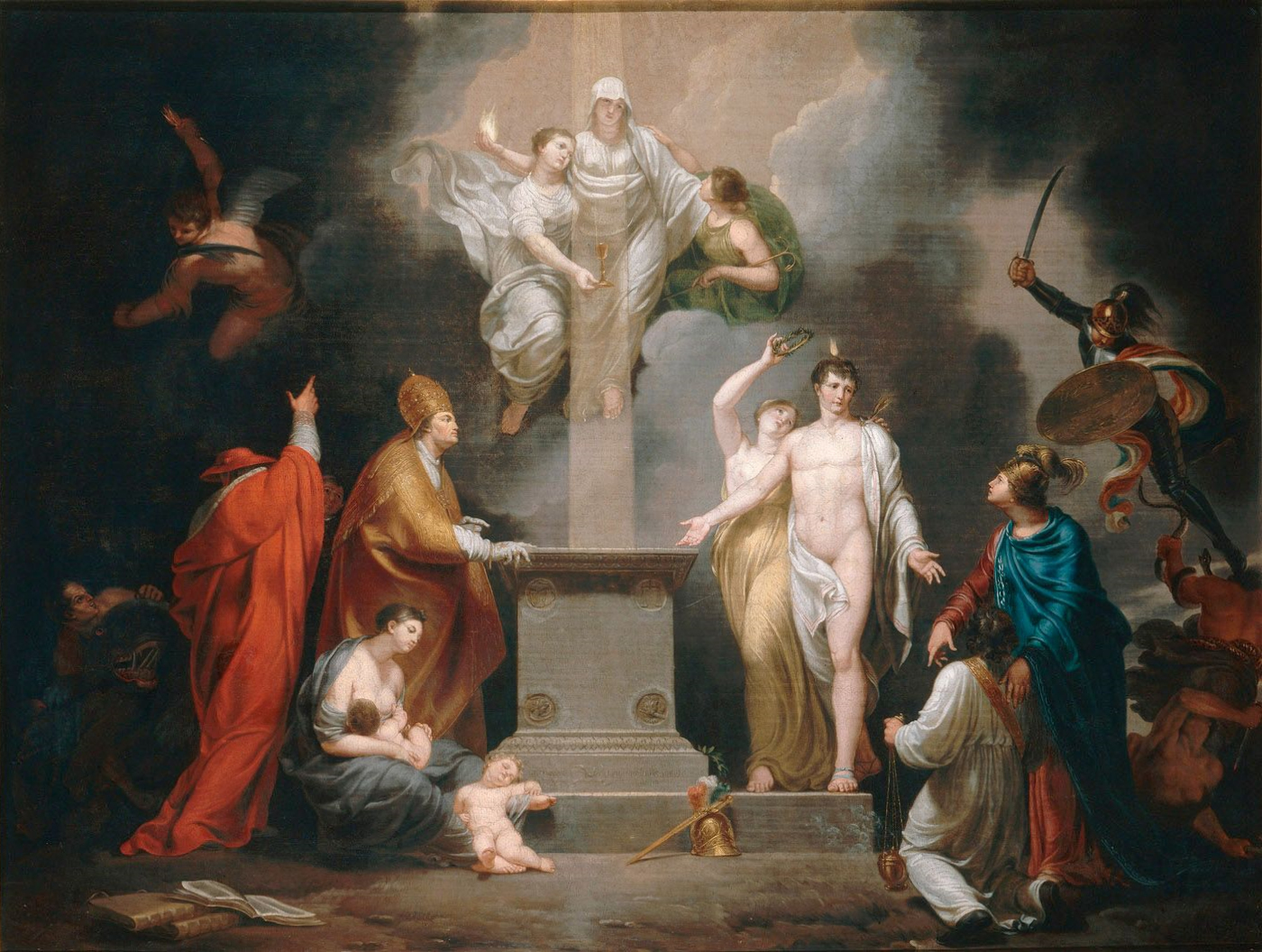

Giáo hội và nhà nước ở châu Âu thời trung cổ nêu rõ sự tách biệt nguyên tắc phân chia tôn giáo và xã hội ở châu Âu - bao gồm mối quan hệ giữa nhà thờ Thiên chúa giáo và các quốc gia khác nhau ở châu Âu, giữa thời kỳ cuối của chính quyền La Mã ở phương Tây trong thế kỷ thứ năm và sự khởi đầu của Cải cách vào đầu thế kỷ thứ mười sáu. Mối quan hệ giữa Giáo hội và các quốc gia phong kiến trong thời kỳ Trung cổ đã có một số phát triển.
Ở châu Âu, việc thiết lập nguyên tắc phân tách tôn giáo và tôn giáo không xuất hiện như một sự kiện lịch sử đột ngột, nhưng nó đã được thực hiện như là kết quả của sự tiến bộ dần dần trong một quá trình lịch sử lâu dài. Cuộc đấu tranh giành quyền lực giữa các vị vua và những giáo hoàng đã định hình thế giới phương Tây. Do đó, ở đây chúng tôi mô tả lịch sử thành lập của nó ở xã hội chính trị trước thời đại hiện đại, bao gồm mối quan hệ với nền tảng xã hội, lịch sử tư tưởng chính trị và lịch sử tư duy tôn giáo, dựa trên hệ thống quốc gia và chính sách tôn giáo, chúng tôi sẽ giải thích nó như là một quá trình mà trong đó tổ chức chính trị và tổ chức tôn giáo tách biệt.

## Tổng quan

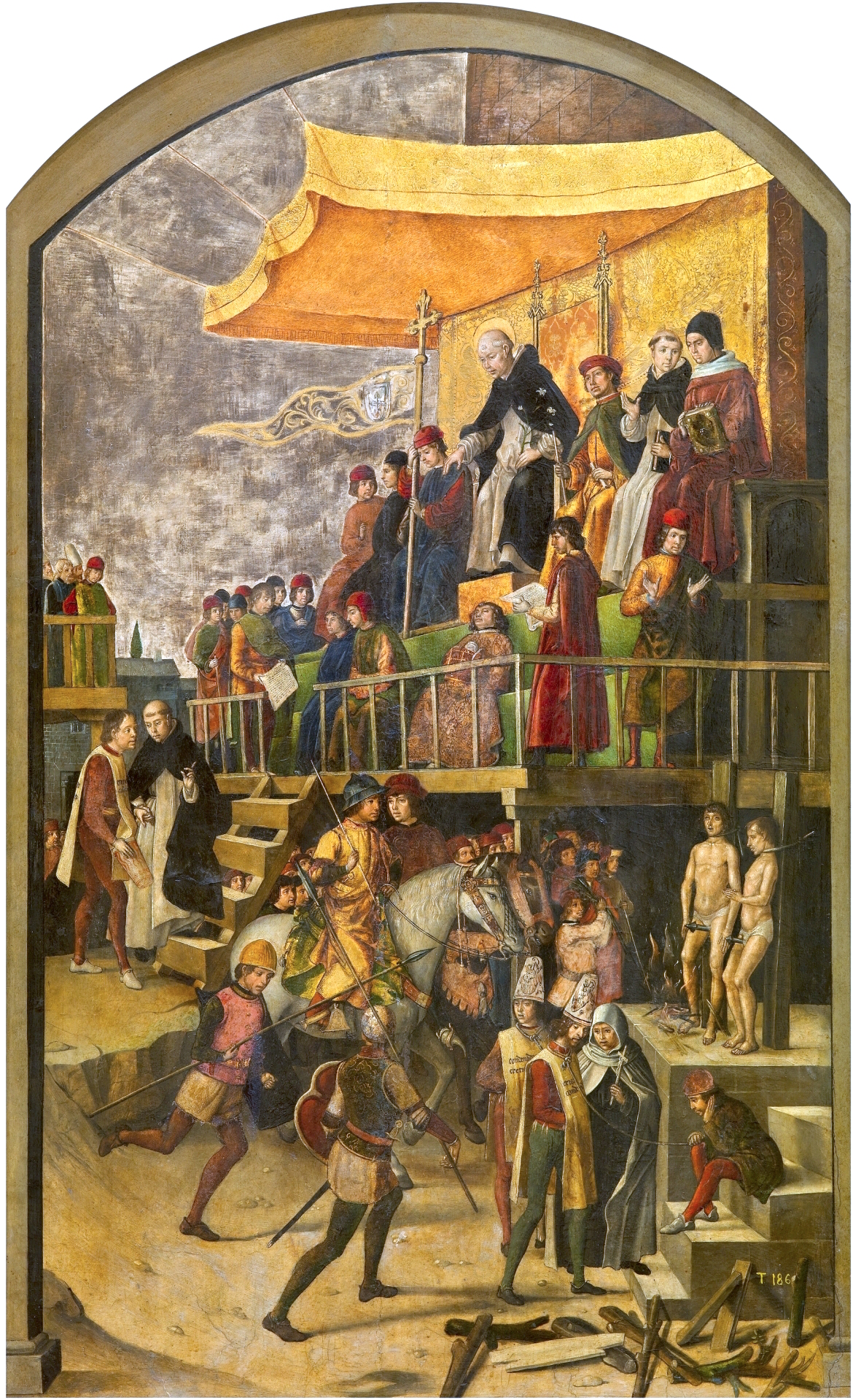
Tranh cãi việc bổ nhiệm giáo sĩ ở Tây Ban Nha (diễn ra 1495 ngày)

## Phục hưng

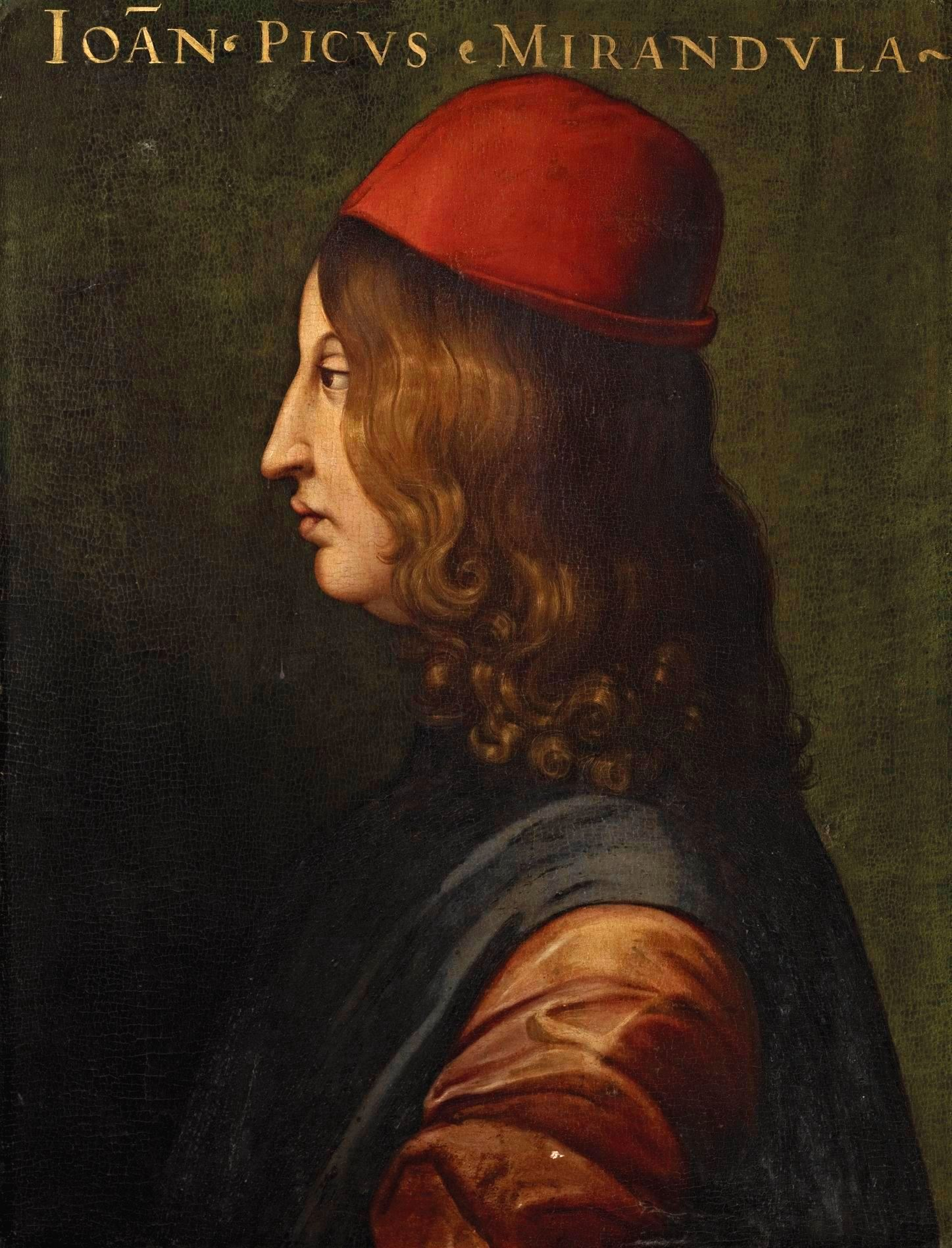
Peaco Della Milandra (1463 - 1494)

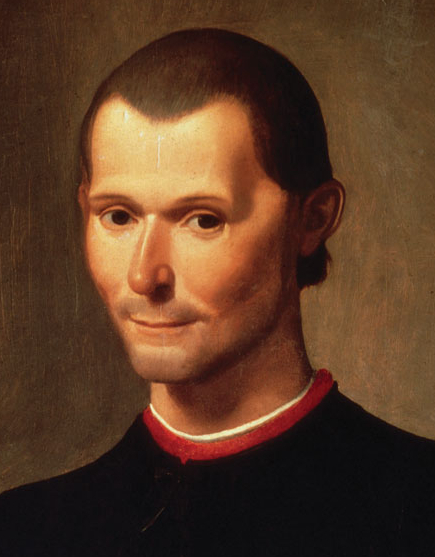
Niccolò Machiavelli (1469-1527)

### Cải cách tôn giáo Đứç

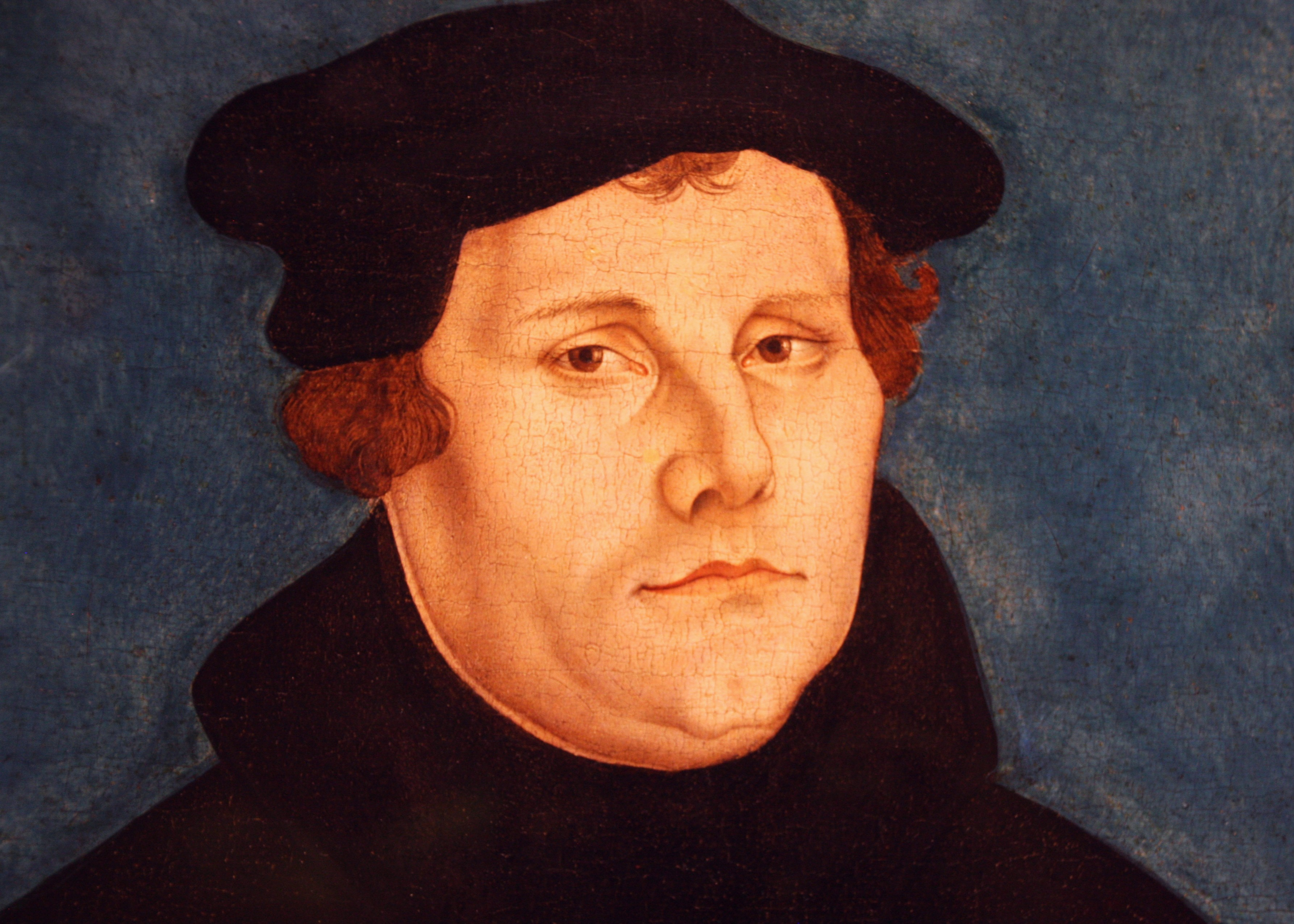
Martin Luther (1483 - 1546)

#### Tư tưởng của Lutheɹ

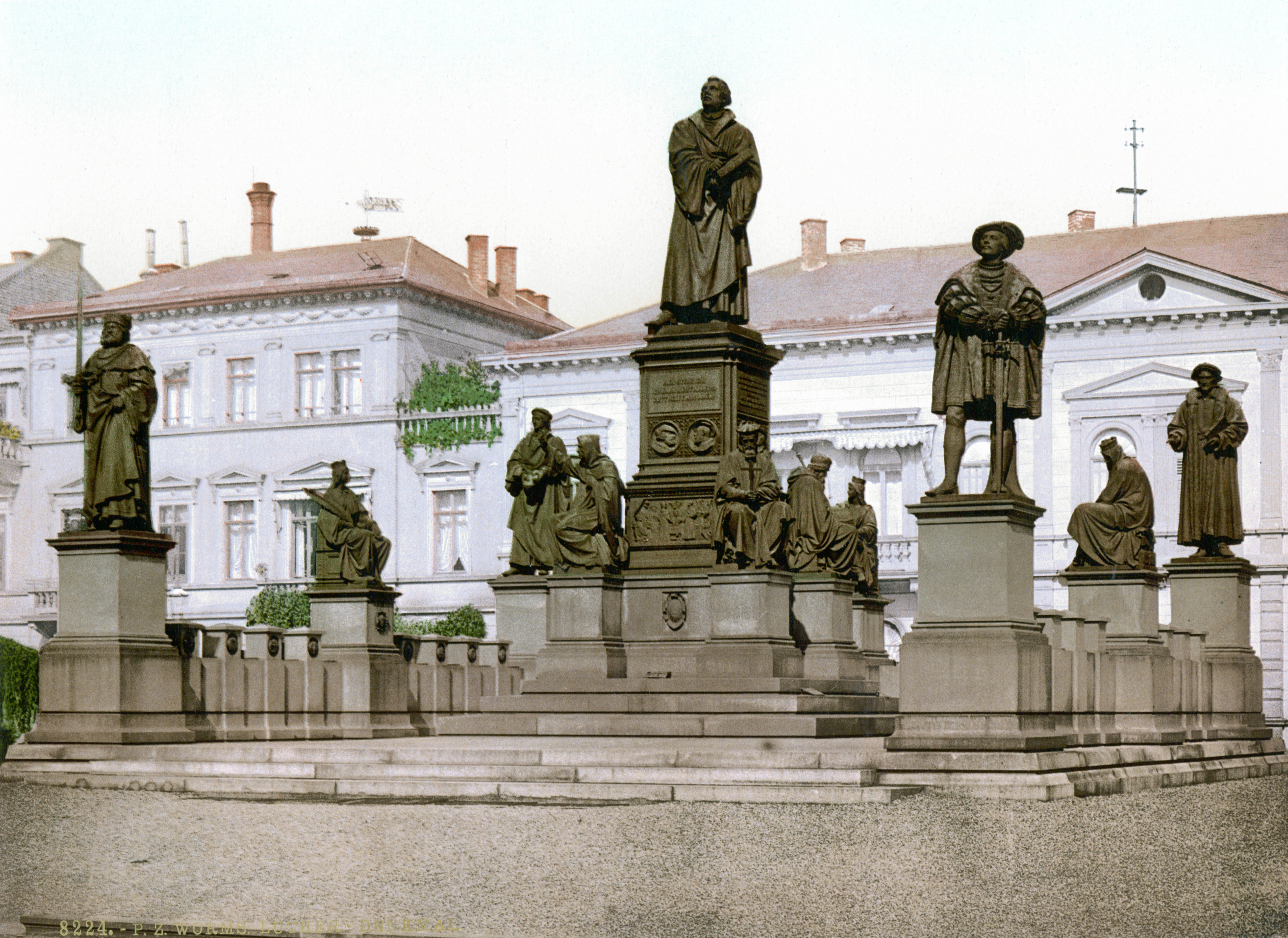
Tượng Giáo hội Luther. Nó nằm trong Worms. Đó là bức tượng Giáo hội Luther cao ở trung tâm. Trong bức tượng Zwingly của Zurich, ông tự trang bị một thanh kiếm, trong bức tượng này, chính Luther không có một thanh kiếm và Friedrich Kenko, người bị kềm chế bên cạnh được trang bị vũ khí.

#### Cải cách tôn giáo như một phong trào truyền giáo

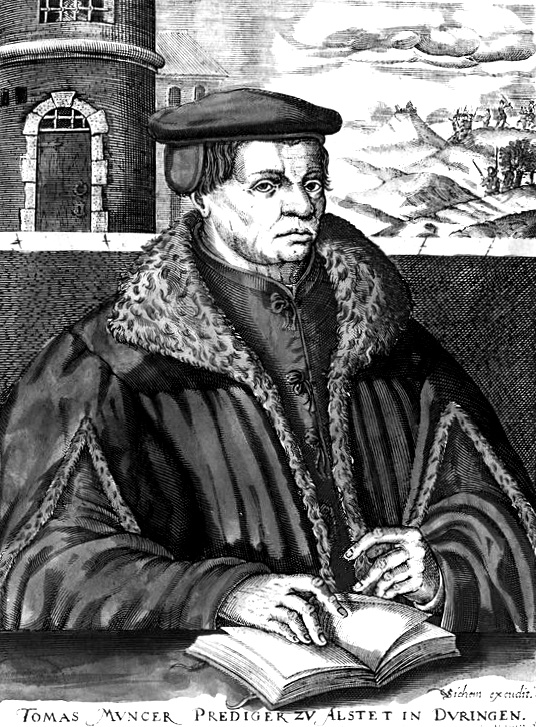
Thomas Munzer (1489-1525), người chỉ huy cuộc chiến của nông dân Đức